# Lithoserix williamsi
Lithoserix williamsi là một loài tò vò trong họ Ichneumonidae.